# 锌胶绷带

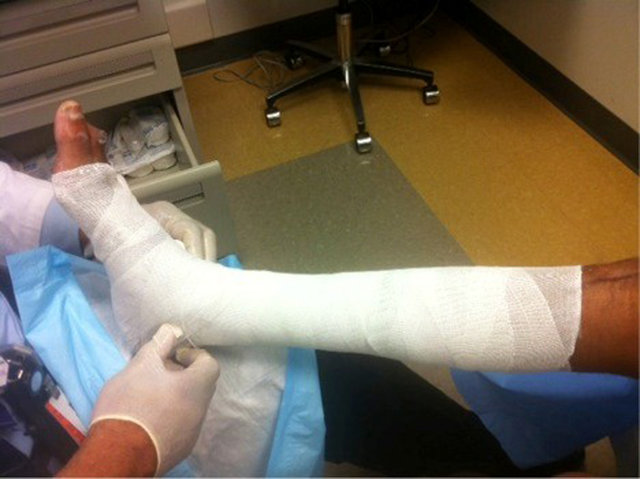
Traditional Unna's Boot with multiple layers for compression

锌胶绷带是一种主要用于骨科和运动医学的绷带。锌胶是由氧化锌、粘合剂和水制成的糊状物。用它浸湿的绷带缠绕在受伤、肿胀或受到威胁的四肢上。无弹性的锌膏绷带。这些绷带的伸长率为 10%，使用后会变硬，从而产生所需的压缩压力。锌胶绷带的原理是由汉堡皮肤科医生Paul Gerson Unna在19世纪末提出的。
1. ↑  . 医生在线.   [2022-08-02]. （原始内容存档于2010-08-11）.